# Liburna
Liburna je bila vrsta male galije koja se koristila za prepade i patroliranje. Liburna je ime dobila ime po Liburnima koji su ih prvotno koristili, a kasnije su ih preuzeli Rimljani.

## Povijest
Kamena ploča (Stele di Novilara) pronađena kraj antičkog Pisauruma (danas Pesaro) prikazuje scenu u kojoj liburna sudjeluje u pomorskoj bitci. Ploča potječe iz 6. ili 5. stoljeća pr. Kr. te možda prikazuje legendarnu bitke između liburnijske i picenumske flote. Liburna je prikazana kao lagani tip broda s jednim redom vesla, jednim jarbolom, jedrom i pramcem koji je uvijen izvana. Ispod pramca nalazi se kljun koji služi za podvodno zabijanje u neprijateljske brodove.
Po svojem originalnom obliku, liburna je bila slična ranoj grčkoj pentekontori. Liburna je imala jednu klupu s 25 vesla na svakoj strani, dok je u kasnoj Rimskoj Republici bila opremljena biremom, čime je ostala bržom, lakšom i okretnijom od trijere. Dizajn liburne preuzeli su Rimljani te je liburna imala ključnu ulogu u rimskoj mornarici, najvjerojatnije posredovanjem makedonske mornarice u drugoj polovici 1. stoljeća pr. Kr. Liburne su imale ključnu ulogu u Bitci kod Akcija 31. pr. Kr. kojom je Oktavijan postao neosporeni vladar rimskog svijeta.
Liburne su bile drugačije od trijera, kvadrirema i kvinkverema ne zbog veslanja, već zbog specifičnih konstrukcijskih odlika. Liburne su bile duge 33 metara i široke 5 metara s gazom od 1 metra. Dva reda veslača vukla su 18 vesla po strani. Liburna je pod jedrom mogla prijeći 14 čvorova, a s veslima 7 čvorova.
Liburna je mogla primiti putnike u slučaju da je korištena kao trgovački brod. Licinije to naovdi u dijalogu Ljubavni odnosi (§6), koji se tradicionalno prepisuje Lukijanu: „Imao sam pripremljeno brzo plovilo, vrstu bireme koju prije svega koriste Liburni Jonskog zaljeva”.
Kada su Rimljani preuzeli liburne, napravili su nekoliko preinake kako bi poboljšali njen učinak u svojoj mornarici. Prednosti dobivene dodavanjem kljuna i zaštitom od projektila bile su veće od blagog gubitka brzine. Osim različite konstrukcije, liburne su zahtijevale pojednostavljenje rimske vojne jedinice kako bi liburna glađe funkcionirala. Svaka liburna je operirala kao zasebna cjelina, tako da uobičajena kompliciranija organizacija nije bila potrebna. Unutar mornarice, vjerojatno su postojale liburne različitih veličina te su sve imale posebne zadatke kao što su izviđanje i protupiratsko patroliranje rimskih voda. Rimljani su posebice koristili liburne unutar granica provincija Carstva gdje su liburne činile glavninu flota, dok je manji broj bio uključen u flote Ravenne i Misenuma, gdje su služili veliki brojevi Ilira, pogotovo Delmata, Liburna i Panonaca.
Liburna je s vremenom postala generalni naziv za razne tipove rimskih brodova te za teretne brodove kasne antike. Tacit i Svetonije koristili su liburnu kao sinonim za ratni brod. Liburna je u natpisima posljednje spomenuta u nizu klasa ratnih brodova: hexeres, penteres, quadrieres, trieres, liburna.
Liburna je dala ime prirodnoj uvali na zapadnoj obali Toskane. Ime te uvale s vremenom se pretvorilo u Livorna, a kasnije u Livorno – ime značajnog lučkog grada koji je nastao na toj lokaciji dugo nakon nestanka ove vrste broda.

## Vanjske poveznice
- Liburna Hrvatska enciklopedija
- Liburna, Proleksis enciklopedija
- Liburna, Istrapedia
- Liburna Hrvatska tehnička enciklopedija, portal hrvatske tehničke baštine. LZMK